# QTVR
QTVR son las siglas de "QuickTime VR" (VR: Siglas en inglés de Realidad Virtual), formato de archivo creado por la compañía Apple Inc., que permitía la visualización de imágenes y video equirectangulares en 360 grados a través del navegador Web. También permitió la exploración interactiva de objetos, a través de imágenes capturadas desde diversos ángulos.
Actualmente, a través de una amplia gama de softwares disponibles en el mercado, así como también de lentes para cámaras fotográficas especializados, es posible generar panoramas inmersivos de todo tipo, desde imágenes panorámicas parciales, panoramas en 360 grados, y panoramas Cúbicos, que permiten visualizar una escena libremente en todas direcciones.

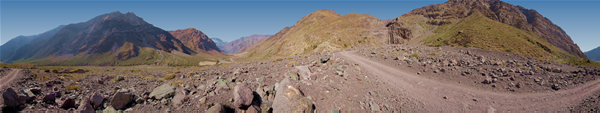
Ejemplo de Imagen Panorámica, fuente para la creación de un archivo QTVR en 360 grados. Capturada con cámara Nikon D50, sector Cajón del Maipo, Chile

En la actualidad, la tecnología QTVR no es soportada por el sistema operativo Windows de 64 bits, lo que ha obligado a desarrolladores a migrar sus panoramas a formatos más amigables.